# Oatley
Oatley – geograficzna nazwa dzielnicy (przedmieścia), położona na terenie samorządów lokalnych City of Hurstville i Kogarah, wchodzących w skład aglomeracji Sydney, w stanie Nowa Południowa Walia, w Australii.

## Galeria

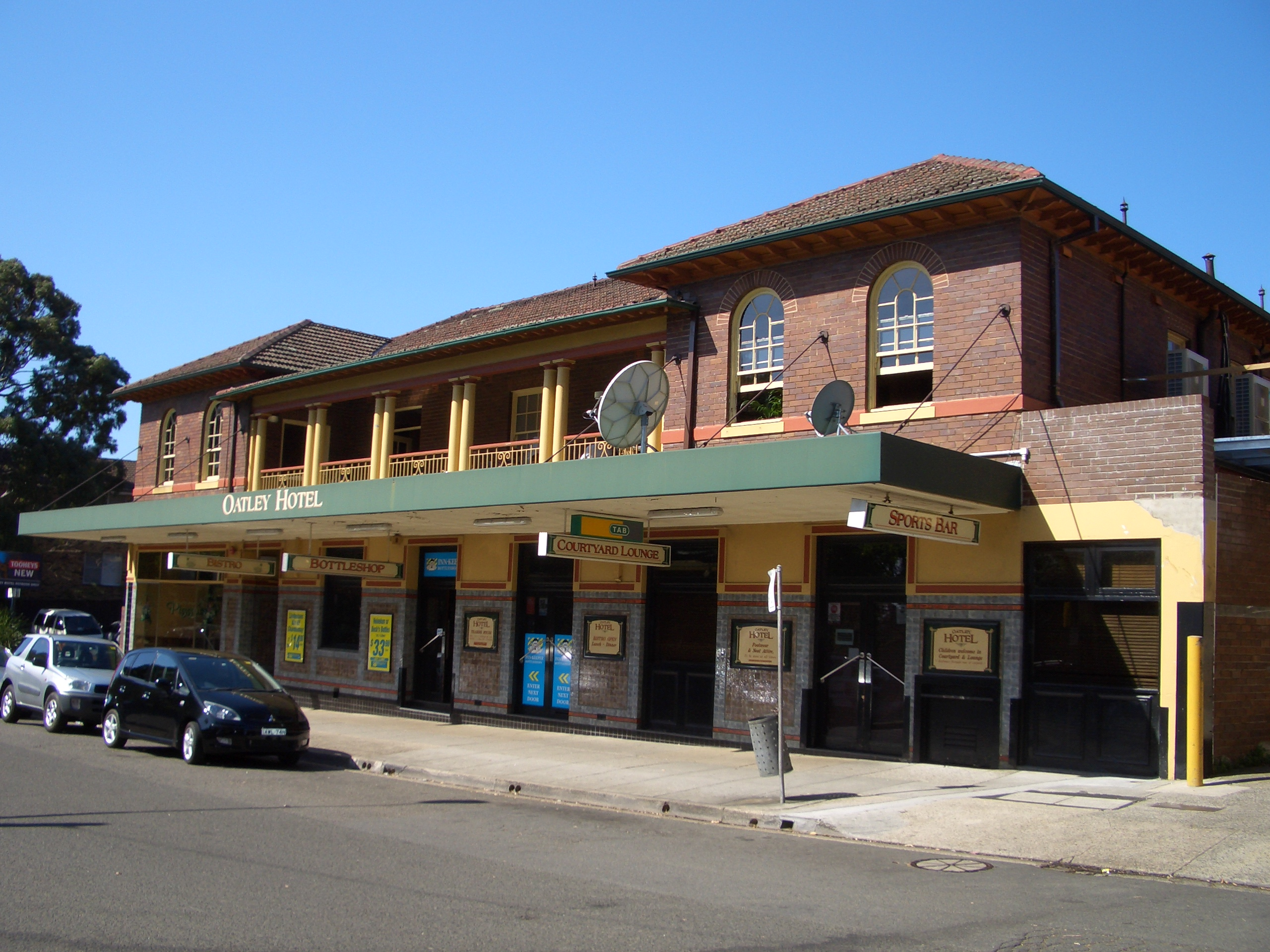
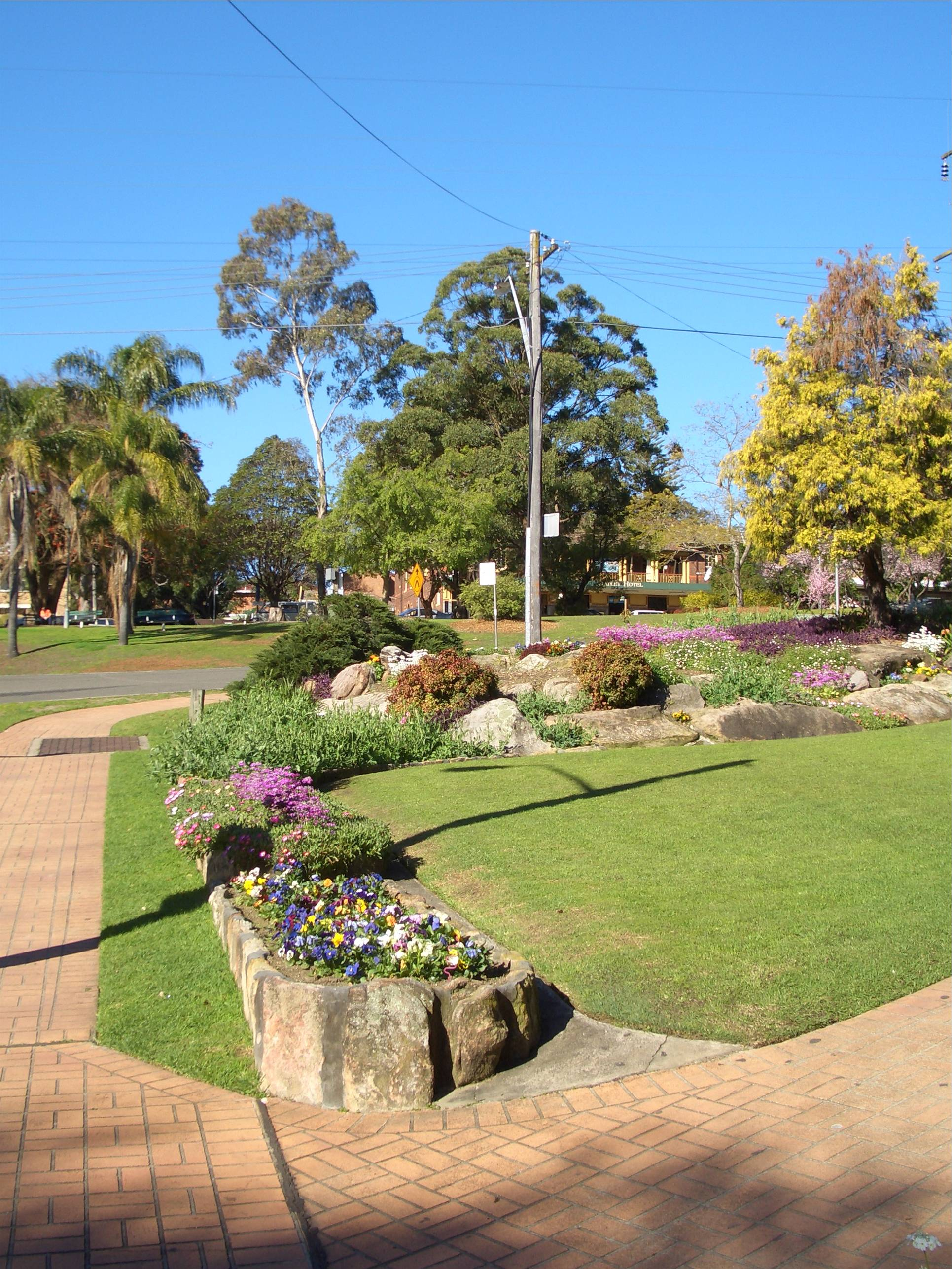
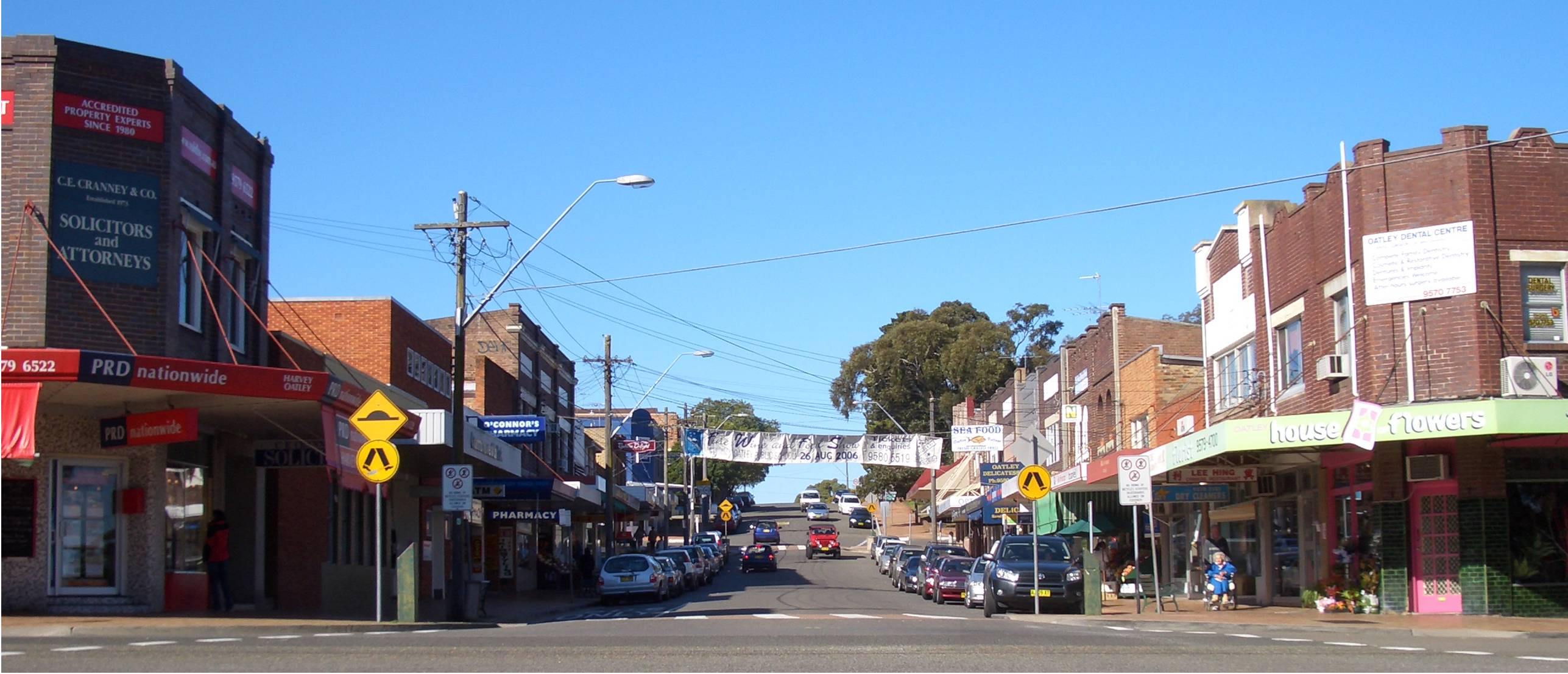